# Salmo 57

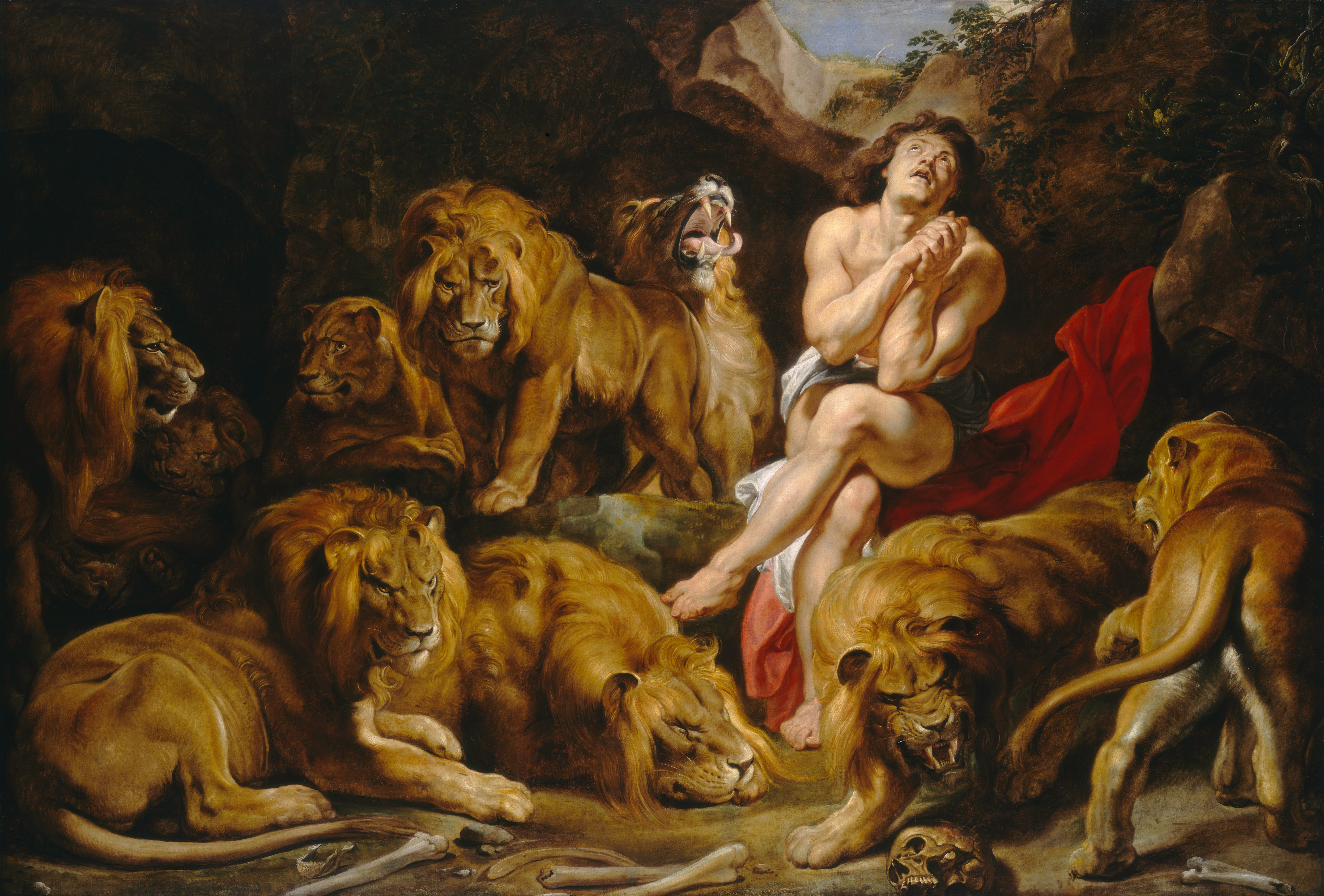
Daniele nella fossa dei leoni, in un dipinto di Rubens.

Il salmo 57 (56 secondo la numerazione greca) costituisce il cinquantasettesimo capitolo del Libro dei salmi.
È tradizionalmente attribuito al re Davide. È utilizzato dalla Chiesa cattolica nella liturgia delle ore.